# Paracincia dognini
Paracincia dognini là một loài bướm đêm thuộc phân họ Arctiinae, họ Erebidae.